# فوزی الشوربیت
فوزی الشوربیت (انگلیسی: Fawzi Al-Shuwairbat) بازیکن هندبال اهل کویت بود.